# Середа (река)
Середа — река в Тверской области России.
Протекает по территории Максатихинского, Молоковского и Бежецкого районов. Устье реки находится в 15,4 км по правому берегу реки Ужень. Длина реки составляет 12 км.

## Данные водного реестра
По данным государственного водного реестра России относится к Верхневолжскому бассейновому округу, водохозяйственный участок реки — Молога от истока и до устья, речной подбассейн реки — Реки бассейна Рыбинского водохранилища. Речной бассейн реки — (Верхняя) Волга до Куйбышевского водохранилища (без бассейна Оки).
Код объекта в государственном водном реестре — 08010200112110000005491.